# Gare de Corgoloin
Gare de Corgoloin – przystanek kolejowy w Corgoloin, w departamencie Côte-d’Or, w regionie Burgundia-Franche-Comté, we Francji.
Jest przystankiem kolejowym Société nationale des chemins de fer français (SNCF), obsługiwanym przez pociągi TER Bourgogne.